# 联合公用事业
联合公用事业集团（United Utilities Group plc，缩写：UU）是英国最大的水务公司。该公司于1995年由西北水务（North West Water）和NORWEB合并而成，主要经营西北英格兰大约700万人口的生活用水和废水处理业务。在2010年之前，该公司也供电，但之后其负责供电的子公司卖给了西北电力。
该公司在伦敦证券交易所上市。1998年1月曾在纽约证券交易所上市，但2007年5月退市。